# Gu Hongming
Gu Hongming (chinesisch 辜鴻銘, Pinyin Gǔ Hóngmíng, W.-G. Ku Hung-ming, Großjährigkeitsname: Hongming, Geburtsname: 湯生 im Chinesischen oder Tomson im Englischen; * 18. Juli 1857; † 30. April 1928) war ein malaysisch-chinesischer Anglist, Literat, Philosoph und Politiker.
Er benutzte auch den Schriftstellernamen Amoy Ku. Gu war sowohl in den traditionellen östlichen als auch den abendländischen Kulturen bewandert und trat gegenüber der westlichen Leserschaft für die asiatischen kulturellen Werte ein. Seine auch in englischer und deutscher Sprache erschienenen Schriften übten auf das Asienverständnis westlicher Intellektueller starken Einfluss aus.

## Leben

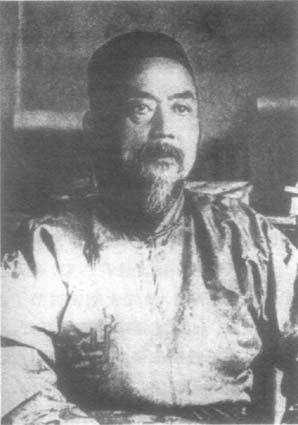
Gu Hongming (1857–1928) im hohen Alter.

Gu Hongming wurde 1857 im malaysischen Penang, damals Teil der britischen Straits Settlements, geboren. Gu war der zweite Sohn eines Aufsehers einer Kautschukplantage, dessen Familie aus Tong’an in der chinesischen Provinz Fujian stammte, und dessen portugiesischer Ehefrau. Dem britischen Gutsbesitzer gefiel der zehnjährige Knabe so sehr, dass er Gu nach Schottland mitnahm, um ihm Bildung beizubringen. Zu dieser Zeit wurde er Hong Beng (›Hongming‹ im Min-nan-Dialekt) genannt. 1873 begann Gu das Anglistikstudium an der Universität Edinburgh und wurde im Frühling 1877 zum Magister Artium graduiert. Darauffolgend erwarb Gu das Diplom des Bauingenieurwesens an der Universität Leipzig und studierte danach in Paris Jura.

1880 nach Penang zurückgekehrt, trat Gu bald in den öffentlichen Dienst des kolonialen Singapur ein, wo er bis 1883 arbeitete. Der Meinungsaustausch mit Ma Jianzhong veranlasste Gu zu einer inneren Wende hin zu einem intensiven Studium der chinesischen Kultur. 1885 begab er sich nach China, um dann für die nächsten 20 Jahre als Berater des hochrangigen Beamten Zhang Zhidong zu dienen. Gu war – so wie Zhang oder auch Lew Tolstoi – Kritiker an der von Kang Youwei ins Leben gerufenen reformerischen Bewegung ab 1898 hin zu einer konstitutionellen Monarchie. 1905 wurde Gu zum Vorsitzenden des Huangpu-Wasserwirtschaftsamtes (上海浚治黄浦江河道局) in Schanghai befördert. Anschließend tat er von 1908 bis 1910 Dienst beim Reichsministerium des Auswärtigen und nahm dann die Präsidentschaft der staatlichen Schule Nanyang – des Vorläufers der Jiao Tong Universität Schanghai – wahr. Von dieser Stelle trat Gu im Jahre 1911 zurück, um seine Loyalität gegenüber der durch die Xinhai-Revolution gestürzten kaiserlichen Regierung zu bezeugen. 1915 wurde Gu als Professor an die Universität Peking berufen, legte jedoch 1923 aus Protest gegen die Entlassung des Präsidenten Cai Yuanpei erneut das Amt nieder. Seit 1924 lehrte Gu für drei Jahre in Japan sowie im von Japan regierten Taiwan als Gastdozent in Ostasienwissenschaften. Nach der Rückkehr nach China lebte Gu in Peking bis seinen Tod am 30. April 1928 im Alter von 70 Jahren.

Als Befürworter der Monarchie und der konfuzianistischen Werte behielt Gu auch nach dem Umsturz der Qing-Dynastie nicht nur seinen Zopf, sondern verteidigte und praktizierte selbst das traditionelle Konkubinat. So galt Gu in seinen späteren Lebensjahren zunehmend als eine kulturelle Kuriosität. Ihm werden viele Maxime und Anekdoten zugeschrieben, von denen sich jedoch nur wenige bestätigen lassen. Unterschiedliche literarische Persönlichkeiten wie Akutagawa Ryūnosuke,  Somerset Maugham und Rabindranath Tagore waren von Gu derart angezogen, dass sie während ihres China-Aufenthaltes bei ihm Visite machten. Alfons Paquet berichtet, er habe sich bei seinem Schanghai-Besuch mit diesem Verehrer von Goethe und der Weimarer Klassik in einem »unbeengte[n] Deutsch« unterhalten können.  Gu sprach nicht nur Englisch, Chinesisch, Deutsch und Französisch fließend, sondern verstand auch Italienisch, Altgriechisch, Latein, Japanisch und Malaiisch.

## Werk
Bis heute steht keine kritische Ausgabe seines Gesamtwerkes zur Verfügung. Zu seinem englischsprachigen Werk gehören:
- Papers from a Viceroy’s Yamen: a Chinese Plea for the Cause of Good Government and True Civilization (1901)
- ET nunc, reges, intelligite! The Moral Cause of the Russia-Japanese War (1906)
- The Story of a Chinese Oxford Movement (1910)
- The Spirit of the Chinese People (1915)
- Vox Clamantis: Essays on the War and Other Subjects (1917)

Gu eignete sich Chinesisch zwar erst nach seinem Studium in Europa an, und ihm wird eine infolgedessen schlechte chinesische Handschrift nachgesagt. Nichtsdestotrotz liegt seine Fähigkeit zur Ausübung dieser Sprache weit über dem Durchschnitt. Gu verfasste eine Anzahl von chinesischen Büchern wie jene lebendigen Memoiren, die von der Erinnerung an seine Assistenzzeit für Zhang Zhidong handeln. Außerdem übersetzte Gu einige konfuzianistische Klassiker ins Englische, insbesondere The Discourses and Sayings of Confucius (Analekten des Konfuzius) und The Universal Order or The Conduct of Life (Mitte und Maß). Zudem bearbeitete Gu William Cowpers episches Gedicht „The Diverting History of John Gilpin“ in einen klassizistisch chinesischen Vers (bekannt als 癡漢騎馬歌).
Im Deutschen wurden die folgenden Bücher von Gu publiziert:
- Ku Hung-Ming [= Gu Hongming]: Chinas Verteidigung gegen europäische Ideen. Kritische Aufsätze, übersetzt von Richard Wilhelm und herausgegeben von Alfons Paquet, Jena: Diederichs 1911 [beinhaltet u. a. „Die Geschichte einer chinesischen Oxford-Bewegung“ (deutsche Übersetzung von The Story of a Chinese Oxford Movement), S. 28–134].
- Ku Hung-Ming [= Gu Hongming]: Der Geist des chinesischen Volkes und der Ausweg aus dem Krieg, mit einer Einführung von Oskar A. H. Schmitz, Jena: Diederichs 1916 (deutsche Übersetzung von The Spirit of the Chinese People).
- Ku Hung-Ming [= Gu Hongming]: Vox Clamantis. Betrachtungen über den Krieg und anderes, übersetzt von Heinrich Nelson, Leipzig: Der neue Geist 1920 (= Öffentliches Leben 20; deutsche Übersetzung von Vox Clamantis).